# Аудио высокого разрешения
Аудио высокого разрешения (аудио высокой четкости или HD-аудио) — термин для аудиофайлов с частотой дискретизации более 44,1 кГц (обычно 96 или 192 кГц) или разрядностью выше 16 бит. К ним также относятся и записи с частотами 44,1 кГц/24 бит, 48 кГц/24 бит и 88,2 кГц/24 бит с маркировкой HD Audio.

## Определения

Приблизительный динамический диапазон и пропускная способность некоторых аудиоформатов высокого разрешения

HD аудио обычно используется для обозначения музыкальных файлов с более высокой частотой и/или битовой глубиной, чем у Компакт-диска Digital Audio (CD-DA), который работает на частоте 44,1 кГц/16 бит.
В 2014 году Американская ассоциация звукозаписывающих компаний (RIAA) в сотрудничестве с Ассоциацией бытовой электроники, DEG: The Digital Entertainment Group и The Recording Academy Producers & Engineers Wing сформулировала следующее определение звука высокого разрешения:
«Звук без потерь, способный воспроизводить полный спектр звука из записей, мастеринг которых был выполнен с качеством выше, чем у компакт-диска (48 кГц/20 бит или выше), то есть качество звука максимально приближенное к качеству звука, который был задуман музыкантами. продюсерами и инженерами во время звукозаписи»
Форматы файлов, способные хранить аудио высокого разрешения - FLAC, ALAC, WAV, AIFF и DSD, формат, используемый компакт-дисками Super Audio (SACD).

## История
Первую попытку выйти на рынок HD аудио предприняла компания High Definition Compatible Digital в 1995 году. Затем последовали еще три формата оптических дисков, претендовавшие на звуковое превосходство над CD-DA - DAD в 1998 году, SACD в 1999 году и DVD-Audio в 2000 году. Эти форматы предлагают дополнительные преимущества, такие как многоканальный объемный звук. Ни один из форматов не смог получить широкое распространение после войны форматов
После появления широкополосного интернета в начале 21 века, а также стримминговых платформ, начиная с 2008 года, HDtracks представила загрузку аудио высокого разрешения 
За дальнейшими попытками вывести на рынок аудио высокого разрешения на оптических дисках последовала компания Pure Audio Blu-ray в 2009 г. и High Fidelity Pure Audio в 2013 г. Конкуренция в сфере розничной продажи аудио высокого разрешения в Интернете усилилась в 2014 году с анонсом сервиса Neil Young 's Pono .

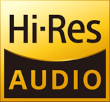
Официальный логотип продуктов, соответствующих спецификации JEITA/JAS «Hi-Res Audio».

В 2014 году JEITA - Японская ассоциация производителей электроники и информационных технологий, объявила о спецификации и выпуске логотипа «Hi-Res AUDIO» для рынка потребительских аудиопродуктов, находящихся в ведении Японского аудиосообщества (JAS). Стандарт устанавливает минимальную частоту 96 кГц и глубину 24 бита, а для аналоговых процессов — 40 кГц. Родственный стандарт «Hi-Res Audio Wireless» дополнительно требует поддержки кодеков LDAC, LHDC, LC3plus и MQair. Sony подтвердила свое желание развивать сегмент аудио высокого разрешения, предложив линейку продуктов с поддержкой технлогии Hi-Res Audio.

## Стриминговые сервисы
По состоянию на 2021 год несколько сервисов потоковой передачи музыки, таких как Tidal, Amazon Music HD, Deezer, Zvuk и Apple Music, имеют возможность воспроизводить аудиофайлы с высоким разрешением.

## Противоречия
Есть ли какие-либо преимущества у звука высокого разрешения по сравнению с CD-DA, спорный вопрос, и некоторые источники заявляют о звуковом превосходстве, а именно:
- «Процесс DSD, используемый для создания дисков SACD, улавливает больше нюансов исполнения и воспроизводит их с ясностью и прозрачностью, недоступными для компакт-дисков». — Мариинский лейбл Мариинского балета (бывший Кировский балет), Санкт-Петербург, Россия, который продает Super Audio CD (SACD).
- «Главное заявленное преимущество аудиофайлов с высоким разрешением — превосходное качество звука [...] 24-бит/96 кГц или 24 бит/192 кГц. Таким образом, файлы должны более точно воспроизводить качество звука, с которым музыканты и инженеры работали в студии». — Что такое Hi-Fi?
- «...профессионалы музыкальной индустрии, имеющие доступ к данным первого поколения, сообщали о субъективно лучшем звуке, а мета-анализ ранее опубликованных тестов прослушивания, сравнивающих Hi-Res аудио с компакт-диском, обнаружил четкую, хотя и небольшую, слышимую разницу, которая значительно увеличилась, когда тесты проводились с предвосхищавшим его опытом аудирования». — Журнал Общества звукоинженеров, том 67, выпуск 5 [11]

... вот еще несколько мнений от скпетически-настроенных до очень резких:
- «Если [музыкальный бизнес] в первую очередь заботился о качестве звука, они бы сделали так, чтобы все релизы звучали великолепно во всех продаваемых форматах: MP3, FLAC, CD, iTunes или LP». — cnet [12]
- «Непрактичное излишество, которое никто не может себе позволить» — Gizmodo
- «Решение проблемы, которой не существует, бизнес-модель, основанная на умышленном невежестве и обмане людей». - Xiph.org [13]

Деловой журнал Bloomberg Businessweek предполагает, что в отношении звука с высоким разрешением необходима осторожность: «Есть причина волноваться, учитывая историю компаний, производящих бытовую электронику, главная цель которых состоит в том, чтобы требовать от всех покупать новые гаджеты».
HD аудио, которое загружается с нишевых веб-сайтов, предназначенных для аудиофилов, часто включают в выпуск другой мастеринг – таким образом, многие сравнения компакт-диска с этими выпусками оценивают различия в мастеринге, а не в битовой глубине.
Большинство исследований, использующих слепое прослушивание, выявило, что разница между форматами для испытуемых не слышна. Слепые тесты показали, что музыканты и композиторы не могут отличить более высокое разрешение от 16-битного звука при 48 кГц. В одной статье 2014 года показано, что дитеринг с использованием устаревших методов  приводит к появлению слышимых артефактов при слепых тестах.
Проведенное в 2007 году исследование не показало разнице в звуке между компакт-диском и звуком более высокого разрешения. Джошуа Рейсс провел мета-анализ 20 опубликованных тестов и заявил, что опытные слушатели могут отличить записи с высоким разрешением от их эквивалентов на компакт-дисках при слепом прослушивании. Хироши Ниттоно отметил, что результаты в статье Рейсса показали способность отличать HD звук от качества компакт-диска "was only slightly better than chance" (лишь немного лучше, чем случайность).

## Комментарии
1. ↑  Rectangular unshaped dither, rather than the industry-standard triangular or shaped dither.

## Рекомендации
1. ↑  Aguilar, Mario. What Is High-Resolution Audio? Gizmodo. Gawker Media (июнь 2013). — «High-resolution audio is a new industry marketing term». Дата обращения: 17 марта 2014. Архивировано 9 сентября 2019 года.
2. ↑  High-resolution audio: everything you need to know. What Hi-Fi?. Haymarket Publishing. Дата обращения: 11 октября 2016. Архивировано 26 марта 2016 года.
3. ↑  Home Technology eMagazine - Classic Home Toys Installment #19 The Final CD Format: HDCD. HomeToys. — «HDCD is capable of higher quality sound reproduction because HDCD encodes the equivalent of 20 bits worth of data». Дата обращения: 5 августа 2012. Архивировано из оригинала 18 марта 2014 года.
4. ↑  Definition of:high-resolution audio. PCMag. Ziff Davis. — «HDtracks (http://www.hdtracks.com) pioneered high-resolution audio via download». Дата обращения: 18 марта 2014. Архивировано 24 октября 2019 года.
5. ↑  Lander, David. Norman Chesky of HDtracks and Chesky Records. Stereophile.com (21 октября 2014). Дата обращения: 9 января 2019. Архивировано 10 января 2019 года.
6. ↑  Universal Music bets on consumer longing for quality with hi-fi Pure Audio. DVD & Beyond. Globalcom Limited. Дата обращения: 4 января 2014. Архивировано 6 декабря 2017 года.
7. ↑  O'Malley Greenburg, Zack. How Neil Young's Pono Music Raised $2 Million in Two Days. Forbes. — «He’ll have some competition. Already, services like HDtracks.com have seen triple-digit growth in downloads of top-notch digital files». Дата обращения: 15 марта 2014. Архивировано 26 января 2020 года.
8. ↑  Japan Audio Society - Hi-Res Audio Logo. www.jas-audio.or.jp. Дата обращения: 20 февраля 2023. Архивировано 24 декабря 2018 года.
9. ↑  Archived copy. Дата обращения: 29 декабря 2016. Архивировано из оригинала 1 декабря 2018 года.
10. ↑  Cohen, Simon (18 мая 2021). What is hi-res audio and how can you experience it right now?. digitaltrends. Архивировано 12 ноября 2021. Дата обращения: 13 ноября 2021.
11. ↑  Melchior, Vicki R. (3 мая 2019). High Resolution Audio: A History and Perspective. Journal of the Audio Engineering Society. 67 (5). J. Audio Eng. Soc.: 246–257. doi:10.17743/jaes.2018.0056.
12. ↑  Guttenberg, Steve. What's up with Neil Young's Pono high-resolution music system? c|net. CBS Interactive Inc.. Дата обращения: 18 марта 2014. Архивировано 18 марта 2014 года.
13. ↑  Christopher "Monty" Montgomery. 24/192 Music Downloads and why they make no sense. Xiph.Org Foundation (25 марта 2012). Дата обращения: 21 июля 2018. Архивировано 21 июля 2018 года.
14. ↑  Brustein, Joshua. Music Snobs, Neil Young Has a Product for You. BLOOMBERG BUSINESSWEEK. BLOOMBERG L.P.. Дата обращения: 17 марта 2014. Архивировано 17 марта 2014 года.
15. ↑  Nine Inch Nails' "Hesitation Marks" - Audiophile, or AudioFAIL ? Production Advice (4 сентября 2013). Дата обращения: 20 февраля 2023. Архивировано 18 мая 2023 года.
16. ↑  Audibility of a CD-Standard A/D/A Loop Inserted into High-Resolution Audio Playback. J. Audio Eng. Soc.. Дата обращения: 24 марта 2015. Архивировано 4 апреля 2021 года.
17. ↑  Nicolas Six (21 августа 2015). We tested ... the music in high definition. Le Monde.fr. Архивировано 5 января 2019. Дата обращения: 20 февраля 2023.
18. ↑  Stuart, J. Robert; Capp, Michael D.; Jackson, Helen M. The Audibility of Typical Digital Audio Filters in a High-Fidelity Playback System. J. Audio Eng. Soc.. Дата обращения: 9 ноября 2015. Архивировано 3 сентября 2019 года.
19. ↑  Reiss, Joshua D. (27 июня 2016). A Meta-Analysis of High Resolution Audio Perceptual Evaluation. Journal of the Audio Engineering Society. 64 (6). J. Audio Eng. Soc.: 364–379. doi:10.17743/jaes.2016.0015.
20. ↑  Hiroshi Nittono (2020). High-frequency sound components of high-resolution audio are not detected in auditory sensory memory. Scientific Reports. 10 (1). Nature. Bibcode:2020NatSR..1021740N. doi:10.1038/s41598-020-78889-9. PMID 33303915.